# Anthreptes simplex
El suimanga sencillo (Anthreptes simplex) es una especie de ave paseriforme de la familia Nectariniidae propia del sudeste asiático.

## Distribución y hábitat
Se encuentra en la península malaya, Sumatra, Borneo e islas menores aledañas como Singapur, Riau, Nías, etc. Su hábitat natural son los bosques húmedos tropicales.